# ۱٬۴٬۲-دی‌تیازول
۱،۴،۲-دی‌تیازول (به انگلیسی: 1,4,2-Dithiazole) یک ترکیب شیمیایی با شناسه پاب‌کم ۲۱۹۴۳۱۵۷ است. 